# Else Steenbæk Knap
Else Christine Steenbæk Knap, född 12 augusti 1888 i Köpenhamn, död okänt år, var en dansk målare.
Hon var dotter till örlogskassören William Carl Nicolai Steenbæk-Petersen och Emilie Josephine Seidel och från 1930 gift med veterinären Anton Elieson Knap. Hon studerade konst för Christian Bonnesen 1908–1909 och för Holger Grønvold vid Köpenhamn Teknisk skole 1909–1911 samt för Peter Rostrup Bøyesen, Sigurd Wandel och Joakim Skovgaard vid Det Kongelige Danske Kunstakademi 1911–1917 och genom självstudier på resor till Paris, Rom och London. Från 1916 medverkade hon i Kunstnernes Efteraarsudstilling och separat ställde hon ut i Akureyri på Island 1826 samt i Ålborg 1930. Hon vistades i Sverige periodvis på 1910- och 1920-talen och utförde ett antal tavlor som senare visades i Danmark. Hennes konst består av porträtt, barnbilder och landskapsskildringar. Steenbæk Knap är representerad vid bland annat museet i Kolding.